# المكتسي
المكتسي هو جبل يقع في ببلعروق الزاوية سيدي عامر دائرة سيدي عامر ولاية المسيلة بين منطقة الخرزة بلعروق الزاوية. يبعد عن سبخة سيدي عامر حوالي 3 كيلومتر. يعتبر أحد أعلى الجبال بدائرة سيدي عامر حيث يبلغ ارتفاعه أكثر من 1053 متر عن سطح البحر، تنمو به اشجار الزيتون، والبطم، والتين والنخل؛ كما توجد به عديد الحيوانات مثل الضباع والذئاب.